# Mrówkojad
Mrówkojad (Myrmecophaga) – rodzaj ssaków z rodziny mrówkojadowatych (Myrmecophagidae).

## Zasięg występowania
Rodzaj obejmuje jeden żyjący współcześnie gatunek występujący w Ameryce Środkowej i Południowej.

## Morfologia
Długość ciała (bez ogona) 100–140 cm, długość ogona 60–90 cm; masa ciała 22–45 kg.

## Systematyka

### Etymologia
- Myrmecophaga (Mirmecophaga, Myrmecophata, Nyrmecophaga, Myrmecopha, Myrmecophagus): gr. μυρμηξ murmēx, μυρμηκος murmēkos ‘mrówka’; -φαγος -phagos ‘-jedzący’, od φαγειν phagein ‘jeść’[15].
- Mammyrmecophagaus: modyfikacja zaproponowana przez meksykańskiego przyrodnika Alfonso Luisa Herrerę w 1899 roku polegająca na dodaniu do nazwy rodzaju przedrostka Mam (od Mammalia)[16].
- Falcifer: łac. falcifer ‘sierpowaty’, od falx, falcis ‘sierp’; -fera ‘noszący’, od ferre ‘nosić’[17].

### Podział systematyczny
Do rodzaju należy jeden występujący współcześnie gatunek:
- Myrmecophaga tridactyla Linnaeus, 1758 – mrówkojad wielki

Opisano również gatunek wymarły z późnego pliocenu dzisiejszej Argentyny: 
- Myrmecophaga carloameghinoi (Kraglievich, 1934)